# Železné
Železné (in tedesco Schelesna) è un comune della Repubblica Ceca facente parte del distretto di Brno-venkov, in Moravia Meridionale.